# Eremoleon petersensi
Eremoleon petersensi is een insect uit de familie van de mierenleeuwen (Myrmeleontidae), die tot de orde netvleugeligen (Neuroptera) behoort. 
Eremoleon petersensi is voor het eerst wetenschappelijk beschreven door Banks in 1922.